# Теймурзаде Айсель Магомет-кизи
Айсель Магомет-кизи Теймурзаде (азерб. Aysel Məhəmməd qızı Teymurzadə; нар. 25 квітня 1989, Баку) — азербайджанська R'n'B-співачка та піаністка. Разом з Арашем представляла Азербайджан на конкурсі пісні «Євробачення-2009» з піснею «Always», де посіла третє місце.

## Біографія
Народилася 25 квітня 1989 в Баку, молодша з трьох доньок журналіста і викладачки Бакинського слов'янського університету. По батьківській лінії є нащадком відомого азербайджанського публіциста Гасан-бека Зардабі. Бабуся з боку матері була наполовину росіянкою, наполовину українкою.
У дитинстві  захоплювалася плаванням, художньою гімнастикою, навчалася в балетній школі, а з 9 років — у художній школі. У віці 12 років увійшла до шкільної команди з гандболу. Співати почала у 4 роки, а вже з восьми бере участь у національних змаганнях вокалістів. З 14 років починає займатися хореографією. У 2004 році Айсель Теймурзаде їде вчитися в Техаську Вищу Школу до США. Через деякий час після прибуття в США Айсель починає підготовку до змагань молодих вокалістів та протягом одного року виграє три золоті медалі на конкурсах, проведених в Університеті Південний Арканзас і в Техаському університеті. У наступному році повертається в Баку, де бере участь в азербайджанському телевізійному пісенному шоу «Yeni uninstall master 4».
У 2006 закінчила Бакинський ліцей «Інтелект» і тоді ж почала вчитися на факультеті міжнародних відносин Азербайджанського університету мов, який закінчила у червні 2010.
У 2008 знайомиться з продюсером Ісою Меліковим і стає першим проєктом його продюсерського центру BMF. З цього ж року починається підготовка до участі в Національному відборі конкурсу «Євробачення 2009».
Співачка одружилася з директором Азербайджанської державної філармонії, піаністом Мурадом Адигезаловим. Перед весіллям наречений поставив їй умову — вона покине велику сцену і виступатиме лише на офіційних заходах. Таким чином вона повністю присвятить себе родині.